# Chaerephon
Chaerephon är ett släkte av däggdjur. Chaerephon ingår i familjen veckläppade fladdermöss. Arterna förekommer främst i Afrika och Eurasien men även i den australiska regionen.
Det vetenskapliga namnet syftar på den grekiska personen Chairefon som var vän till filosofen Sokrates. I Aristofanes pjäs Fåglarna får Chairefon smeknamnet "fladdermusen".

## Beskrivning
De minsta arterna som vanligen hittas i Afrika når en kroppslängd (huvud och bål) av 5 till 8 cm och en svanslängd av 2,5 till 4,5 cm. Deras vikt varierar mellan 8 och 26 gram. Stora arter som den australiska Chaerephon jobensis blir 8 till 9 cm lång (huvud och bål) och har en 3,5 till 4,5 cm lång svans. Denna art väger 20 till 30 gram. Pälsen på ovansidan har en brun-, svart- eller gråaktig färg och undersidan är vanligen ljusare. Hos vissa arter förekommer vita märken på kroppen. Hos dessa fladdermöss är svansen längre än den del av flygmembranen som ligger mellan bakbenen. De har öron som är sammanlänkade på hjässan med ett band av hud. Tandformeln är I 1/2 C 1/1 P 2/2 M 3/3, alltså 30 tänder.
Habitatet utgörs av skogar och savanner samt bergstrakter. Individerna vilar i trädens håligheter, i grottor och i bergssprickor. Några arter har anpassad sig till människan. De uppsöker jordbruksmark och använder redskapsbyggnader som viloplats. Födan utgörs av olika insekter.
Det sociala beteende varierar mellan arterna. Hos vissa arter som Chaerephon pumila vilar varje individ ensam. Andra arter som Chaerephon jobensis bildar vid viloplatsen flockar med några hundra individer. Hos Chaerephon plicata och andra asiatiska arter förekommer kolonier med upp till 200 000 medlemmar.

## Systematik
Arterna ingick tidigare i släktet Tadarida men utgör numera ett eget släkte. Denna taxonomi är omstridd.
Arter enligt Catalogue of Life:
- Chaerephon aloysiisabaudiae
- Chaerephon ansorgei
- Chaerephon bemmeleni
- Chaerephon bivittata
- Chaerephon chapini
- Chaerephon gallagheri
- Chaerephon jobensis
- Chaerephon johorensis
- Chaerephon major
- Chaerephon nigeriae
- Chaerephon plicata
- Chaerephon pumila
- Chaerephon russata

Wilson & Reeder (2005) listar ytterligare 5 arter i släktet:
- Chaerephon bregullae
- Chaerephon leucogaster, infogas av IUCN i Chaerephon pumila
- Chaerephon shortridgei, infogas av IUCN i Chaerephon chapini
- Chaerephon solomonis
- Chaerephon tomensis

Året 2010 skildes Chaerephon atsinanana och Chaerephon pusillus från Chaerephon pumila. Dessutom blev Chaerephon jobimena godkänd som art.